# Guy Amram
Pour les articles homonymes, voir Amram (homonymie).
 (octobre 2022).
Si vous disposez d'ouvrages ou d'articles de référence ou si vous connaissez des sites web de qualité traitant du thème abordé ici, merci de compléter l'article en donnant les références utiles à sa vérifiabilité et en les liant à la section « Notes et références ».
Guy Amram est un acteur français né le 25 avril 1965 à Toulouse (Haute-Garonne) et ayant joué notamment dans Gomez et Tavarès, La Vérité si je mens !, La Vérité si je mens ! 3.

## Filmographie

### Cinéma

#### Longs métrages
- 1996 : Salut cousin ! de Merzak Allouache : Le guetteur
- 1997 : Les Sœurs Soleil de Jeannot Szwarc : Le manager
- 1997 : La Vérité si je mens ! de Thomas Gilou : René "les yeux bleus", le mafieux
- 1997 : La Cible de Pierre Courrège : Fer-de-lance
- 1997 : Bouge ! de Jérôme Cornuau : Vigile #2
- 1998 : Que la lumière soit ! d'Arthur Joffé : L'infirmier #1
- 1998 : Le Plaisir (et ses petits tracas) de Nicolas Boukhrief : Max Schreck
- 1998 : À vendre de Laetitia Masson
- 1999 : L'Âme-sœur de Jean-Marie Bigard : Un prêtre
- 1999 : Doggy Bag de Frédéric Comtet : Le pompiste
- 2000 : Les Rivières pourpres de Mathieu Kassovitz
- 2001 : Les Jolies Choses de Gilles Paquet-Brenner : Fred
- 2002 : Sexes très opposés d'Éric Assous : Le barman
- 2003 : Gomez et Tavarès de Gilles Paquet-Brenner : Rocco
- 2007 : U.V. de Gilles Paquet-Brenner : Gendarme Vuibert
- 2009 : Banlieue 13 : Ultimatum de Patrick Alessandrin : Un chef commando du G.I.G.N.
- 2011 : Les Mythos de Denis Thybaud : Garde du corps #1
- 2012 : La Vérité si je mens ! 3 de Thomas Gilou : René "les yeux bleus", le mafieux
- 2012 : Ce que le jour doit à la nuit d'Alexandre Arcady
- 2013 : La Grande Boucle de Laurent Tuel : Le barman du club de vacances
- 2014 : La Dernière Nuit de Franck Llopis : Le père de Marc
- 2014 : Que justice soit nôtre de Jean-Pierre Delepine et Alix Bénézech : Daniel Lavalier
- 2016 : Raid Dingue de Dany Boon : L'agent G.S.P.R.
- 2016 : Befikre d'Aditya Chopra : Le père de Christine
- 2016 : L'Araignée Rouge de Franck Florino
- 2018 : Krank de Caroline Hong Chu : Isaac Conrade
- 2018 : À deux heures de Paris de Virginie Verrier : Julien
- 2022 : Ténor de Claude Zidi Junior.
- 2023 : Bonne Conduite  de Jonathan Barré.

#### Courts métrages
- 2003 : Mister Bird de Fabien Dufils
- 2003 : Déchaîner d'Olivier Monot
- 2008 : Le Traître d'Antoine Renand : Fabrice
- 2009 : Dogfight d'Antoine Elizabé : Serge Varosky
- 2011 : La Massue d'Oswald da Cruz : Le Boss
- 2011 : Block 66 de Patrice Gablin : Officier Hagen
- 2014 : Entre chien et loup de Caroline Hong Chu et Christopher Tram : Franck
- 2015 : Tueur de rêves de Manuel Laurent : Le Boss
- 2015 : Brotherhood d'Arnaud Gransagne : Léo
- 2016 : Un goût d'amertume d'Antonio Petrone : Patrick Meyer
- 2016 : Aerobic Nightmare de Janicke Askevold
- 2017 : Nicky Larson de Mathias Sariel : Le Boss
- 2018 : L'écran de Max de Tony Harrison : Le père
- 2020 : États d'arme de Loïc Jacquet : Édouard

### Télévision

#### Téléfilms
- 1995 : Les Bœuf-carottes de Josée Dayan : Graski
- 1995 : Comment épouser un héritage ? de Patrice Ambard : L'ami de Razahanaha
- 1999 : Brigade des mineurs de Michaëla Watteaux : Le surveillant de la galerie
- 2001 : L'Oiseau rare de Didier Albert : Roberto
- 2004 : La Société de Pascal Singevin : Yvan
- 2006 : L'Homme de ta vie de Laurence Katrian : Le type du vernissage
- 2007 : La vie sera belle d'Edwin Baily : L'homme à la piscine
- 2008 : Le Gendre idéal d'Arnaud Sélignac : L'agent de police
- 2009 : Cartouche, le brigand magnifique d'Henri Helman : Belles Dents
- 2010 : Le Gendre idéal 2 d'Arnaud Sélignac : Le collègue d'Arnaud
- 2010 : Un bébé pour mes 40 ans de Pierre Joassin : Laurent
- 2011 : Trois filles en cavale de Didier Albert : Homme de main #1

#### Séries télévisées
- 1992 : Hélène et les Garçons, épisode 17 : La nuit de la danse : Alexandre
- 1993 : Les Filles d'à côté, épisode 10 : Jérémie (frère de Fanny)
- 1999 : Avocats & associés : épisode 203 : Duel au palais : Boris Borkis
- 2001 : H, saison 3, épisode 20 : Une histoire de parrain : Tonio
- 2005 : Les Bleus, premiers pas dans la police : épisode pilote : Agent de sécurité de la SNCF
- 2008 : Engrenages (saison 2)
- 2012 : Palmashow, épisode Quand ils écrivent un méchant: l'homme de main
- Palmashow, épisode Quand ils ils achètent des préservatifs: l'homme tors nu
- Palmashow, épisode Quand ils font un braquage : le commissaire
- 2012 : Le Jour où tout a basculé, épisode Je suis espionnée... mais par qui ? : Stéphane
- 2012 : Métal Hurlant Chronicles, Saison 1 de Guillaume Lubrano
- 2014 : Métal Hurlant Chronicles, Saison 2  de Guillaume Lubrano
- 2014 : Joséphine, ange gardien, Saison 15 épisode 1 : Le sourire de la momie : Ramses V